# Zoran Rendulić
Zoran Rendulić (Sarajevo, 22 mei 1984) is een Bosnische voetballer (verdediger) die sinds 2012 voor de Zuid-Koreaanse club Pohang Steelers uitkomt. Voordien speelde hij onder meer voor Grenoble Foot 38.
1 M. Ilić ·
3 Degenek ·
4 Ivanić ·
5 Spajić  ·
6 Krunić ·
7 Šljivić ·
8 Kanga ·
9 Ndiaye ·
10 Katai ·
14 Olayinka ·
15 Katompa Mvumpa ·
17 Duarte ·
18 Glazer ·
21 Elšnik ·
22 Dálcio ·
23 Rodić ·
24 Djiga ·
25 Leković ·
27 Milson ·
31 Sremčević ·
32 L. Ilić ·
33 Drkušić ·
44 Milosavljević ·
49 Radonjić ·
55 Maksimović ·
66 Seol ·
70 Mimović ·
73 Proetsev ·
77 Guteša ·
91 Jovanović ·
Coach: Milojević
· Assistent-coach: Rendulić